# 脑张遗址
脑张遗址，位于山西省长治市屯留县城南六公里西贾乡西魏村脑张东南，是中华人民共和国山西省文物保护单位之一。
1996年1月12日，授予山西省文物保护单位，是一座古遗址。